# Războiul Foamei
Războiul Foamei (în germană Hungerkrieg, în poloneză Wojna głodowa) sau Războiul Foametei a fost un scurt conflict între Regatul Poloniei aliat cu Marele Ducat al Lituaniei împotriva Cavalerilor Teutoni în vara anului 1414, într-o încercare de a rezolva disputele teritoriale. Războiul și-a primit numele după tacticile distructive ale pământului pârjolit care au fost folosite de ambele tabere. În timp ce conflictul s-a încheiat fără rezultate politice majore, foametea și ciuma au făcut ravagii în Prusia. După Johann von Posilge⁠(d), 86 de călugări ai Ordinului Teutonic au murit de ciumă în urma războiului. Spre comparație, aproximativ 200 de călugări au pierit în Bătălia de la Grunwald din 1410, una dintre cele mai mari bătălii din Europa medievală.

## Context

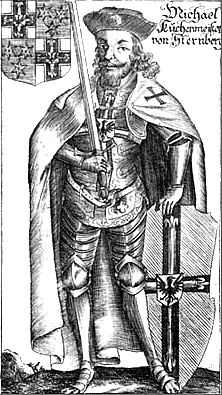
Michał Küchmeister von Sternberg

După Războiul polono-lituaniano-teutonic⁠(d) din 1410–1411, nu au fost rezolvate toate problemele dintre Marele Ducat al Lituaniei și cavalerii teutoni. Cea mai controversată chestiune a fost granița dintre Samogiția⁠(d) și Prusia. Marele Duce al Lituaniei Vytautas cel Mare a cerut tot malul drept al râului Neman, inclusiv orașul Memel (Klaipėda). Cavalerii au cerut ca, după moartea lui Vytautas și a lui Vladislav Jagiello, regele Poloniei, Samogitia să treacă sub stăpânirea ordinului. Sigismund, Sfântul Împărat Roman, a fost de acord să medieze disputa și l-a pus pe Benedict Makrai⁠(d) să le asculte argumentele. La 3 mai 1413, Benedict a luat decizia de a recunoaște Lituaniei malul drept al râului Neman, inclusiv Klaipėda. Cavalerii au refuzat să accepte această decizie și Marele Maestru teuton Heinrich von Plauen⁠(d) a ordonat armatelor teutone să intre în nordul Poloniei. Armata, comandată de Michael Küchmeister von Sternberg⁠(d), s-a întors în Prusia după doar 16 zile de campanie. Cavalerii nu au crezut că Ordinul, care încă se recupera după înfrângerea din Bătălia de la Grunwald din 1410, era pregătit pentru un alt război cu Polonia. Küchmeister l-a detronat pe von Plauen și a devenit Marele Maestru. El a încercat să reînceapă negocierile cu Polonia în mai 1414. Deoarece regele Jagiello a cerut restabilirea lui von Plauen și a refuzat orice încercare de compromis, discuțiile s-au întrerupt.

## Războiul
În vara anului 1414, armatele regelui Jagiello și ale marelui duce Vytautas au invadat Prusia, care era condusă de statul monastic. Au înaintat prin Osterode (Ostróda) în Varmia, jefuind satele și dând foc la recolte. Cavalerii teutoni au ales să-și concentreze eforturile defensive în Culmerland (Țara Chełmno). Cavalerii au rămas în castelele lor⁠(d) și au refuzat o luptă deschisă după ce și-au dat seama de superioritatea forțelor poloneze și lituaniene într-o potențială luptă deschisă. Küchmeister a dat ordin ca pământul să fie pârjolit, sperând să lase armatele invadatoare fără alimente și provizii. Această tactică a dus mai târziu la foamete și ciumă în regiune. Nici invadatorii nu au fost capabili sau dispuși să caute o victorie militară decisivă prin asedii îndelungate ale castelelor teutone. Legatul papal William de Lausanne a propus rezolvarea conflictului prin diplomație și astfel un armistițiu de doi ani a fost semnat la Strasburg (acum Brodnica) în luna octombrie. Jagiello și Vytautas au fost de acord să-și prezinte cazul în fața Consiliului de la Constance. Cu toate acestea, disputele teritoriale nu au fost rezolvate până la Tratatul de la Melno din 1422.